# Kungälv (comuna)
A Comuna de Kungälv (em sueco: Kungälvs kommun;  ouça a pronúncia) é uma comuna da Suécia localizada no condado da Västra Götaland.
Sua capital é a cidade de Kungälv.
Tem uma área de 363 km² e uma população de 46 336 habitantes (2020).
É uma comuna costeira, situada entre o rio Göta älv e o estreito de Escagerraque.

## Etimologia
A cidade de Kungälv está mencionada como Konungahellu, em 1280.
O nome medieval Kungahälla foi todavia mudado para Kungälv no século XV por alusão ao rio Nordre älv.

## Geografia

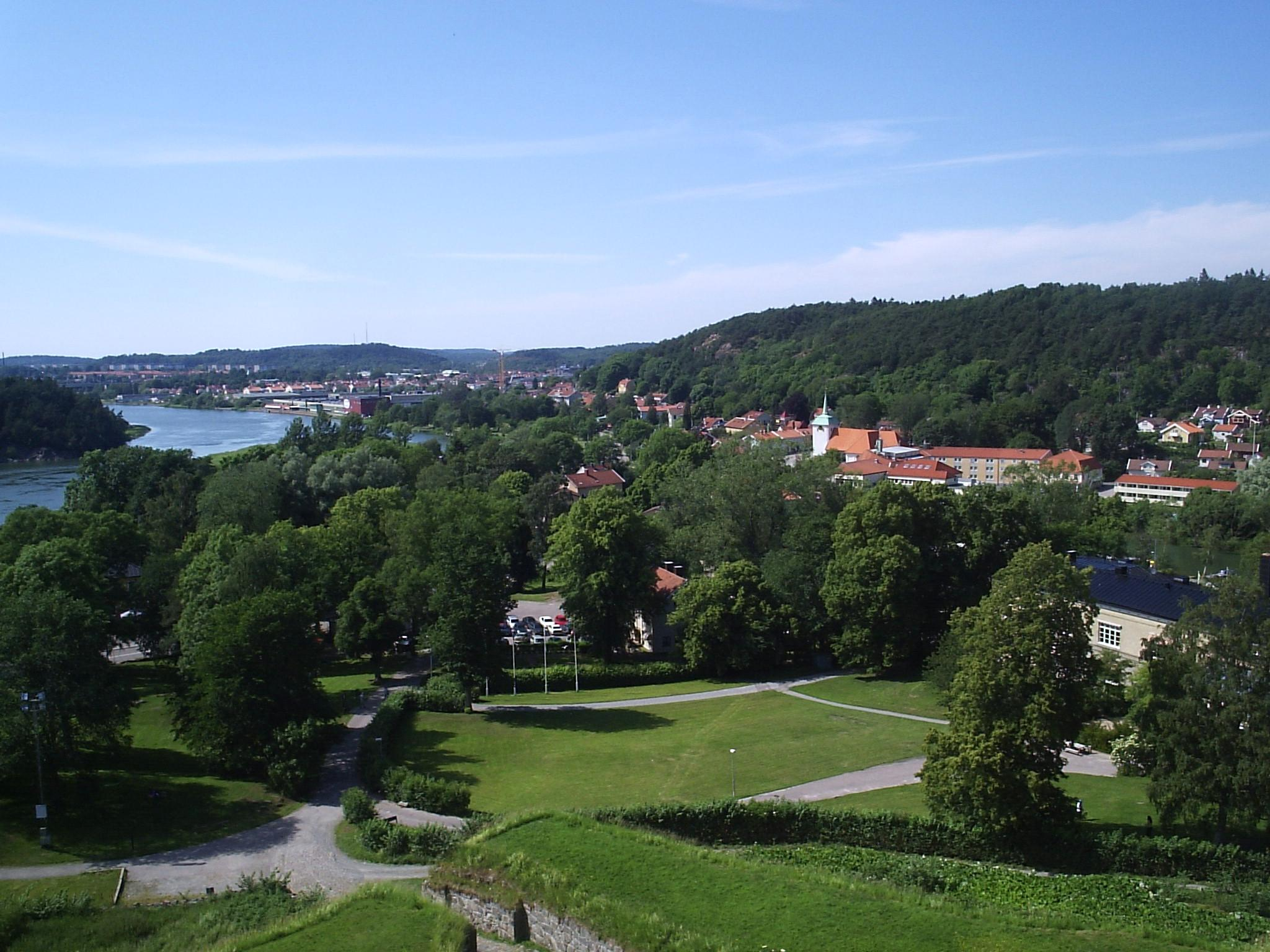
A comuna vista do hotell Fars Hatt em Kungälv.

A comuna de Kungälv tem um litoral montanhoso com um arquipélago adjacente. O interior tem um terreno acidentado com planícies cultivadas. Existem bastantes pequenos lagos, e algumas elevações acima dos 100 metros.

## Localidades principais
Localidades com mais população da comuna (2019):

| # | Localidade | População |
| - | ---------- | --------- |
| 1 | Kungälv    | 19 532    |
| 2 | Ytterby    | 6 369     |
| 3 | Kode       | 1 660     |

## Economia
A comuna pertence à área metropolitana de Gotemburgo e a sua economia está baseada nos setores dos serviços e do comércio, contando com variadas empresas nos ramos do comércio, transportes, construção, etc...

## Comunicações
A comuna é atravessada no sentido norte-sul pela estrada europeia E6 (Gotemburgo–Kungälv-Oslo) e pela linha da Bohuslän (Gotemburgo–Kungälv-Strömstad).

## Património turístico
Alguns pontos turísticos mais procurados atualmente são:

- Fortaleza de Bohus (Bohus fästning) - Fortaleza do século XIV em Kungälv
- Marstrand - Pequena cidade histórica
- Fortaleza de Carlsten (Karlstens fästning) - Fortaleza na ilha de Marstrand

Comuna de Stenungsund
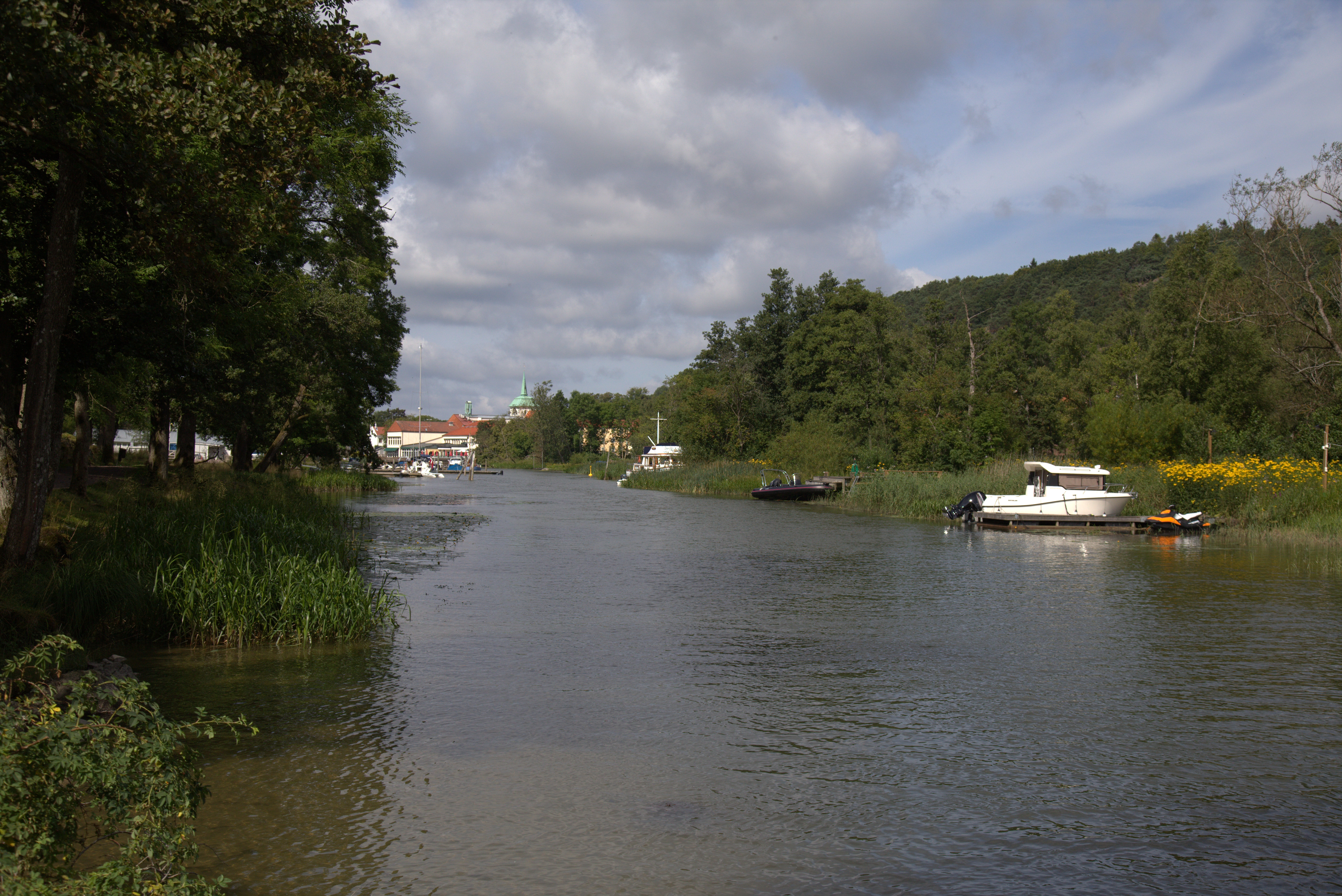
O rio Nordre älv em Kungälv
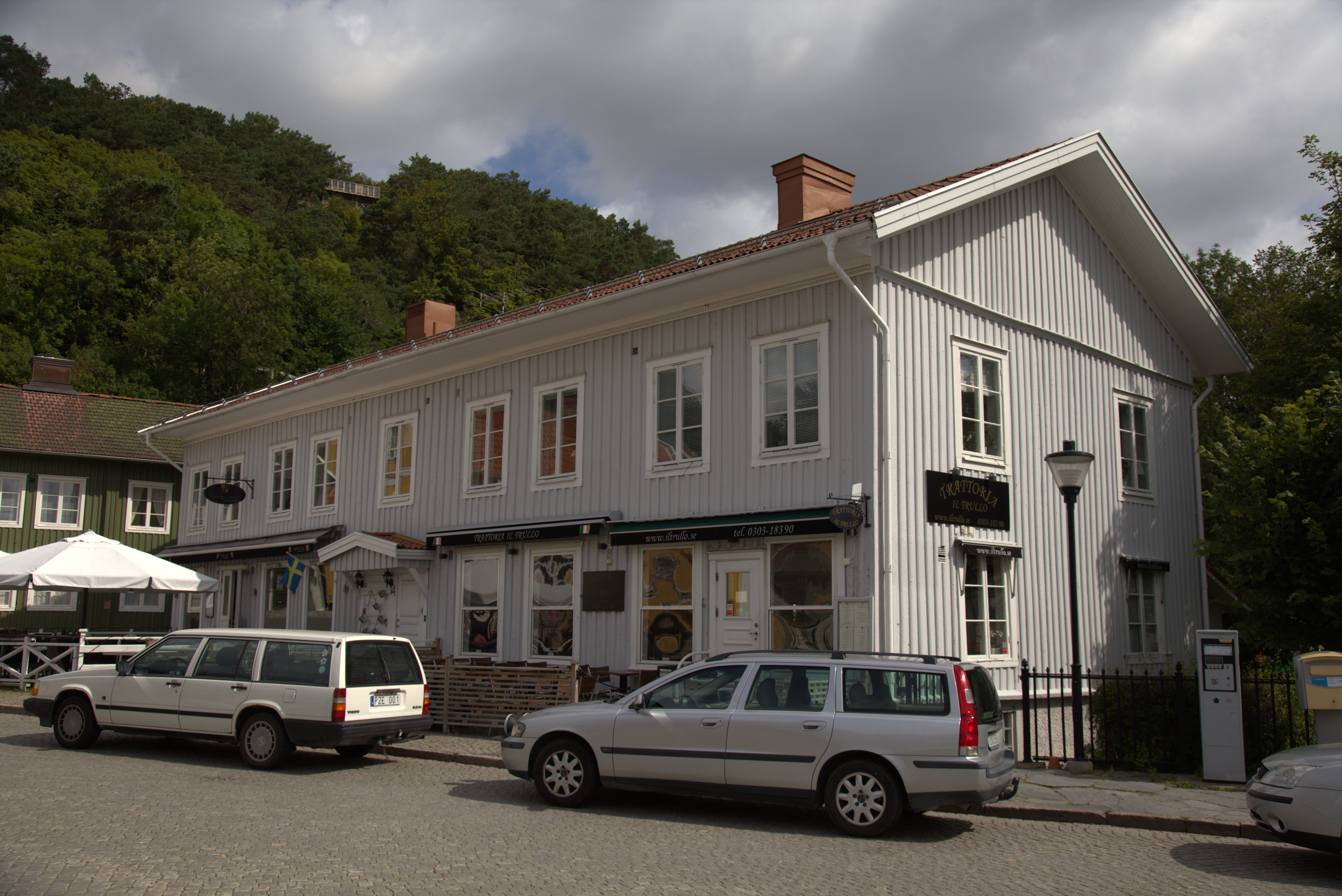
A praça Gamla torget em Kungälv